# Ulota macrodontia
Ulota macrodontia är en bladmossart som beskrevs av Hugh Neville Dixon och Nicolajs Malta 1927. Ulota macrodontia ingår i släktet ulotor, och familjen Orthotrichaceae. Inga underarter finns listade i Catalogue of Life.